# تيتوس أولريش
تيتوس أولريش (بالألمانية: Titus Ullrich)‏ هو ناقد أدبي وكاتب ومؤلف وشاعر ألماني، ولد في 22 أغسطس 1813 في Bystrzyca Kłodzka ‏ في بولندا، وتوفي في 17 ديسمبر 1891 في برلين في ألمانيا.

## وصلات خارجية
- تيتوس أولريش على موقع ميوزك برينز (الإنجليزية)
- تيتوس أولريش على موقع ديسكوغز (الإنجليزية)